# Skeppträskån
Skeppträskån, eller Skäppträskån, är ett vattendrag i sydöstra Lappland. Den är biflöde till Malån, Malå kommun. Tjäderbäcken övergår till Skäppträskån under bron i Björkland, Adak, och strömmar åt sydost genom Stora Skäppträsket och mynnar slutligen ut i Malån åtta kilometer norr om Lillholmträsk. 
Skeppträskån är en gammal flottningsled.
Biflöden räknat medströms:
- Tjäderbäcken (källflöde)
- Adakbäcken
- Lobbelbäcken
- Kvarnbäcken (Malå kommun)
- Mårkbäcken